# Войцеховский, Павел (легкоатлет)
Павел Войцеховский (пол. Paweł Wojciechowski; род. 6 июня 1989, Быдгощ, Польша) — польский легкоатлет, специализирующийся в прыжке с шестом. Чемпион мира 2011 года. Призёр чемпионатов Европы (2014, 2017 — в помещении). Четырёхкратный чемпион Польши. Участник летних Олимпийских игр 2012 и 2016 годов.

## Биография
В лёгкой атлетике оказался благодаря своему дедушке Алоизу, который привёл Павла в 7 лет в легкоатлетический клуб Zawisza. Первый успех пришёл в 2008 году, когда в родном Быдгоще он стал серебряным призёром чемпионата мира среди юниоров в прыжке с шестом.
С 2009 года начал тренироваться у Влодзимежа Михальского. Несколько раз был на сборах в итальянской Формии у Виталия Петрова, тренера Сергея Бубки. Прорыв в результатах Войцеховского случился в 2011 году. В зимнем сезоне он установил новый рекорд страны (5,86 м) и занял четвёртое место на чемпионате Европы в помещении, хотя ещё в прошлом сезоне его личный рекорд был всего лишь 5,60 м, а сам Павел только мечтал об участии в крупных стартах.
Летом 2011 года выиграл молодёжный чемпионат Европы, а затем на соревнованиях в Щецине обновил рекорд Польши — 5,91 м. Через две недели на чемпионате мира в южнокорейском Тэгу он взял высоту 5,90 м, опередил по попыткам кубинца Ласаро Борхеса и сенсационно завоевал золотую медаль.
На Олимпийских играх в Лондоне не смог совершить ни одного удачного прыжка ещё на стадии квалификации.
Из-за травм колена и передней поверхности бедра пропустил сезон, вернувшись в 2014 году. На чемпионате Европы уступил только рекордсмену мира Рено Лавиллени и завоевал серебро.
В 2015 году вновь поднялся на пьедестал чемпионата мира, разделив третье место с Рено Лавиллени и Петром Лисеком (все взяли высоту 5,80 м).
Участвовал в Олимпийских играх 2016 года, но вновь не смог выйти в финал, заняв только 16-е место в квалификации.
В 2017 году на чемпионате Европы в помещении показал лучший результат в сезоне и второй в карьере в помещении (5,85 м) и занял третье место.

## Основные результаты
| Год  | Турнир                          | Место проведения         | Место        | Результат |
| ---- | ------------------------------- | ------------------------ | ------------ | --------- |
| 2007 | Чемпионат Европы среди юниоров  | Хенгело, Нидерланды      | 16-е (квал.) | 4,75 м    |
| 2008 | Чемпионат мира среди юниоров    | Быдгощ, Польша           | 2-е          | 5,40 м    |
| 2011 | Чемпионат Европы в помещении    | Париж, Франция           | 4-е          | 5,71 м    |
| 2011 | Чемпионат Европы среди молодёжи | Острава, Чехия           | 1-е          | 5,70 м    |
| 2011 | Чемпионат мира                  | Тэгу, Южная Корея        | 1-е          | 5,90 м    |
| 2012 | Олимпийские игры                | Лондон, Великобритания   | — (квал.)    | NM        |
| 2014 | Чемпионат мира в помещении      | Сопот, Польша            | 12-е         | 5,40 м    |
| 2014 | Чемпионат Европы                | Цюрих, Швейцария         | 2-е          | 5,70 м    |
| 2014 | Континентальный кубок           | Марракеш, Марокко        | 5-е          | 5,40 м    |
| 2015 | Чемпионат мира                  | Пекин, Китай             | 3-е          | 5,80 м    |
| 2016 | Чемпионат Европы                | Амстердам, Нидерланды    | 7-е          | 5,30 м    |
| 2016 | Олимпийские игры                | Рио-де-Жанейро, Бразилия | 16-е (квал.) | 5,45 м    |
| 2017 | Чемпионат Европы в помещении    | Белград, Сербия          | 3-е          | 5,85 м    |